# ハロルド・フォルターメイヤー
ハロルド・フォルターメイヤー（Harold Faltermeyer 本名：Harald Faltermeier, 1952年10月5日 - ）は、ドイツの映画音楽作曲家、キーボーディスト。ハロルド・ファルターメイヤーとも表記される。
ミュンヘン出身。6歳からピアノを習い始め、さらにオルガン、トランペットを習う。
1978年、ジョルジオ・モロダーに見出され渡米、彼のセッションキーボーディストとして活躍後、1980年代のシンセサイザーを使ったポップスの隆盛に乗り、アレンジ・プロデュースなどで活躍。
シンセサイザーやキーボードを使用したシンセポップな曲調のスコアが特徴で1984年、公開の映画『ビバリーヒルズ・コップ』のサウンドトラックはUSビルボード200の1位に輝きグラミー賞を受賞した。それに収録された1985年リリースの「アクセル F」はUSビルボード100で3位になり彼の最大のヒット曲となった。1986年、公開の映画『トップガン』のサウンドトラックもUSビルボード200の1位に輝きそれに収録された「トップガン・アンセム」も彼の代表曲の一つである。

## 主なディスコグラフィ
- ミッドナイト・エクスプレス Midnight Express (1978) 編曲
- フォクシー・レディ Foxes (1980) 編曲
- アメリカン・ジゴロ American Gigolo (1980) 編曲
- 誘惑 Thief of Hearts (1984)
- ビバリーヒルズ・コップ Beverly Hills Cop (1984)
- アクセル F/Axel F (1985)
- フレッチ/殺人方程式 Fletch (1985)
- トップガン Top Gun (1986)
- ファイアー&アイス/白銀の恋人たち Fire and Ice/Feuer und Eis (1986)
- 危険な天使 Fatal Beauty (1987)
- ビバリーヒルズ・コップ2 Beverly Hills Cop II (1987)
- バトルランナー The Running Man (1987)
- フレッチ登場!/5つの顔を持つ男 Fletch Lives (1989)
- デッドフォール Tango & Cash (1989)
- サマー・シュプール Fire, Ice and Dynamite/Feuer, Eis & Dynamit (1990)
- カフス! Kuffs (1992)
- コップ・アウト 〜刑事した奴ら〜 Cop Out (2010)
- トップガン マーヴェリック Top Gun: Maverick (2022)
- ビバリーヒルズ・コップ: アクセル・フォーリー Beverly Hills Cop: Axel Foley (2024)